# Волконский, Сергей Григорьевич
Князь Серге́й Григо́рьевич Волко́нский 4-й (8 [19] декабря 1788, Москва — 28 ноября [10 декабря] 1865, Вороньки, Черниговская губерния) — генерал-майор, бригадный командир 19-й пехотной дивизии (1825). Герой Отечественной войны 1812 года. Декабрист.
Рюрикович, из 2-й ветви княжеского рода Волконских. Сын князя Г. С. Волконского (1742—1824) — генерала от кавалерии, оренбургского генерал-губернатора, члена Государственного совета. Имел братьев: князя Н. Г. Репнина-Волконского, Александра, Никиту, Григория, и сестру, княжну Софью Григорьевну — жена светлейшего князя Петра Михайловича Волконского.

## Биография

### Ранние годы
Родился в Москве в доме отца на Волхонке (08 (20) декабря 1788) спустя два дня после взятия русскими войсками турецкой крепости Очаков. Записан на службу сержантом в Херсонский гренадерский полк (01 июня 1796) и после нескольких «перечислений» в разные полки определен ротмистром в Екатеринославский кирасирский полк (декабрь 1797). Отроческие годы провел в привилегированном иезуитском пансионе аббата Николя, куда учиться принимали только детей из знатных семей. Военную службу начал (28 декабря 1805) поручиком в Кавалергардском полку.
Во время начала второй войны России с французами на стороне Четвёртой коалиции (осень 1806), в качестве адъютанта определён в свиту главнокомандующего фельдмаршала М. Ф. Каменского, вместе с которым вскоре прибыл на театр военных действий в Пруссии. Однако уже через несколько дней юный князь остался без места, поскольку старый генерал, не желая сражаться с Наполеоном, самовольно покинул вверенные ему войска (13 (25) декабря 1806). В тот же день его взял под свою опеку в чине адъютанта — генерал-лейтенант Александр Иванович Остерман-Толстой, под началом которого на следующий день (14 (26) декабря 1806) — получил боевое крещение в битве при Пултуске. Тогда в ходе сражения русским удалось успешно отбиться от противника.
В битве при Прейсиш-Эйлау (26-27 января (7-8 февраля) 1807) сражался, уже будучи адъютантом нового русского главнокомандующего — генерала от кавалерии Леонтия Леонтьевича Беннигсена, был ранен пулей в правый бок. Весной того же года его формулярный список дополнился сражениями при Гутштадте и Фридланде. Несколько позже наблюдал за встречей русского царя Александра I с Наполеоном в Тильзите. В виду ухода в отставку Беннигсена, домой вернулся строевым офицером Кавалергардского полка, в котором продолжал числиться. Имел орден Святого Владимира 4-й степени, золотой крест за Прейсиш-Эйлау, золотую шпагу с надписью «За храбрость». Воевал с турками (1810-1811), за отличия произведён в гвардии штабс-капитаны (1810). Участник сражения при Батине (26 августа 1810). Пожалован флигель-адъютантом (01 февраля 1812).

### Отечественная война
В Отечественную войну (1812) находился при императоре Александре I, в звании флигель-адъютанта, от открытия военных действий до возвращения императора в столицу. Участвовал в действительных сражениях, во 2-й Западной армии, при Могилёве и Дашковке, в отряде генерал-адъютанта барона Ф. Ф. Винцингероде (даты по старому стилю): под Поречьем (28 июля 1812), при Усвяте (01 августа 1812), при Витебске (07 августа 1812), в бою под Звенигородом (31 августа 1812), на р. Москве, при с. Орлове (02 сентября 1812), при г. Дмитрове (02 октября 1812) и за отличие в этом сражении удостоен награждения чином полковника. Находясь в летучем отряде генерал-адъютанта Голенищева-Кутузова (14 августа), был в действительных сражениях: при переправе через р. Воплю, в сражении при г. Духовщине и под Смоленском, откуда отправлен с партизанским отрядом, действовал между Оршей и Толочиным, открыл коммуникацию между главной армией и корпусом графа Витгенштейна, взял много пленных, в том числе генерала Корсена. Был в делах при переправе неприятеля через р. Березину, за что награждён орденом Святого Владимира 3-й степени, и преследовании его от Лепеля до Вильны.
Исправлял должность дежурного по корпусу барона Винцингероде (1813), находился с ним в заграничном походе и был в действительных сражениях при Калише (1 февраля 1813), где пожалован орденом Святого Георгия 4-го класса, в авангардных делах при г. Вейнсенфельсе (16 и 18 апреля 1813), в генеральном сражении при Люцене (20 апреля 1813). Находился при отступлении от г. Люцена до переправы российских войск через р. Эльбу, за что награждён орденом Святой Анны 2-й степени, украшенным алмазами, и прусским орденом «Pour le Mérite», а за отличия в сражениях при Гросс-Беерене и Денневице пожалован (15 сентября) в генерал-майоры. Отличился под Лейпцигом и награждён орденом Святой Анны 1-й степени и австрийским орденом Леопольда 2-й степени. Сражался во Франции (1814), за отличие при Лаоне удостоен прусского ордена Красного орла 2-й степени. Назначен командиром бригады 2-й уланской дивизии (1816). Переведён бригадным командиром 19-й пехотной дивизии (1821).
- 1 июня 1796 года — определён в службу сержантом в Херсонский гренадерский полк.
- 10 июля 1796 года — переведён штаб-фурьером в штаб генерал-фельдмаршала графа Суворова-Рымникского.
- 1 августа 1796 года — адъютантом в Алексопольский пехотный полк.
- 10 сентября 1796 года — полковым квартирмейстером в Староингерманладский мушкетёрский полк;
- 31 января 1797 года — переименован ротмистром.
- 15 ноября 1797 года — переведён в Ростовский драгунский полк.
- 15 декабря 1797 года — переведён, по-прежнему ротмистром, в Екатеринославский кирасирский полк.
- 28 декабря 1805 года — переведён в Кавалергардский полк с переименованием и ротмистров в поручики.
- 11 декабря 1808 года — произведён в штаб-ротмистры.
- 6 сентября 1810 года — назначен флигель-адъютантом Его Императорского Величества.
- 18 октября 1811 года — произведён в ротмистры.
- 6 сентября 1812 года — за отличие, оказанное в кампанию 1812 года, произведён в полковники.
- 15 сентября 1813 года — за отличие, оказанное в кампанию 1813 года, произведён в генерал-майоры и оставлен в свите Его Императорского Величества.
- 1816 год — назначен командиром 1-й бригады 2-й уланской дивизии.
- 20 апреля 1818 года — переведён бригадным же командиром во 2-ю бригаду 2-й гусарской дивизии.
- 5 августа 1818 года — назначен состоять при дивизионном начальнике 2-й гусарской дивизии.
- 14 января 1821 года — назначен командиром 1-й бригады 19-й пехотной дивизии.
- 18 июля 1826 года — высочайшим приказом исключён из списков как приговорённый к смертной казни, вместо которой высочайше повелено, лишив чинов и дворянства, сослать на каторжную работу на 20 лет, а потом на поселение.

В походах был:
- 1806 год — против французов в Старой Пруссии, исправляя должность адъютанта при генерал-фельдмаршале графе Каменском; того же года, в декабре, находясь в этом звании при графе Остерман-Толстом, был в сражениях: 12 декабря, под Насельском, 13 — под Стрекочиным, 14 — в генеральном сражении под Пултуском, где получил орден Св. Владимира 4 ст., с бантом;
- 1807 год — в таковой же должности находился в действительных сражениях: 21 и 22 января, при Янкове; 25 — в арьергардном деле при Гофе и Ландсберге; 26 и 27 — в генеральном сражении при г. Пресиш-Эйлау, где ранен пулей в бок и награждён золотым знаком отличия, за это сражение установленным; в том же году, исправляя должность адъютанта при главнокомандующем заграничной армией бароне Беннигсене, был в сражениях: 24 мая, при с. Вольфсдорфе, 25 — при сс. Деппене и Анкендорфе, 29 — в генеральном сражении при г. Гейльсберге и 2 июня, в генеральном сражении при г. Фридланде; награждён золотой шпагой с надпись «за храбрость»;
- 1810 год — находясь при главнокомандующем Задунайской армией графе Каменском 2, перешёл за Дунай и был в сражениях против турок: находясь при графе Ланжероне, с 24 по 30 мая, был при обложении, бомбардировании и покорении кр. Силистрии; при главнокомандующем Задунайской армией, 112 и 12 июня, под г. Шумлою и во многих других делах при этой крепости, равно и в отдельном отряде генерал-лейтенанта Воинова в экспедиции к Балканским горам, в сражении при Эски-Стамбуле; при главнокомандующем — с 9 июля, при блокаде и осаде кр. Рущука; 26 августа, в генеральном сражении близ с. Батина и вновь при осаде кр. Рущука до 8 сентября 1810 года;
- 1811 год — в звании флигель-адъютанта Его Императорского Величества, находился при главнокомандующем Задунайской армией генерал от инфантерии Голенищеве-Кутузове; был в действительных сражениях: 26 и 27 августа, 7, 10, 17, 23 и 25 сентября, при с. Малой Слабодзее; 1 октября, в корпусе генерал-лейтенанта Маркова, при переправе за Дунай и 2 октября, в сражении при занятии визирского лагеря;
- 1812 год — во время Отечественной войны, находился при государе императоре, в звании Его Величества флигель-адъютанта, от открытия военных действий до возвращения Его Величества в столицу; был в действительных сражениях, во 2-й Западной армии, при Могильном и Дашковке; в отряде генерал-лейтенанта Винцингероде: 28 июля, под Поречьем; 1 августа, при Усвяте; 7 — при Витебске; 31 — при г. Звенигороде и 2 сентября, на р. Москве, при с. Орлове; 2 октября, при г. Дмитрове и за отличие в этом сражении удостоен награждения чином полковника; 14 августа, находясь в летучем отряде генерал-адъютанта Голенищева-Кутузова, был в действительных сражения: при переправе через р. Вопл, в сражении при г. Духовщине и под Смоленском, откуда был отправлен в партизанским отрядом, действовал между Оршей и Толочиным, и открыл коммуникации между главной армией и корпусом Витгенштейна; также был в делах при переправе неприятеля через р. Березину и в преследовании его от Лепеля до Вильны;
- 1813 год — исправлял должность дежурного по корпусу графа Витгенштейна, находился с ним в заграничном походе и был в действительных сражения: 2 февраля, под Калишем, где пожалован орденом Св. Георгия 4 кл.; 16 и 18 апреля, в авангардных делах при г. Вейсенфелье; 20 — в генеральном сражении при Люцене; находился при отступлении от г. Люцена до переправы российских войск через р. Эльбу, за что награждён орденом Св. Анны 2 кл., украшенным алмазами, и прусским орденом «За заслуги»; того же года, во время перемирия, при вступлении российских войск, под начальством барона Винцингероде, в составе армии Северной Германии, состоявшей под предводительством шведского кронпринца Карла-Иоанна, исправлял должность дежурного по корпусу российских императорских войск и был в действительных сражения: 11 августа, в генеральном сражении в 5 верстах от Берлина, при д. Гросс-Берене; 24 — при вибитии неприятеля из укреплённого лагеря под г. Виттенбергом; 25 — в генеральном сражении при г. Денневице; 26 и 27 — при преследовании неприятеля до к. Торгау, за что награждён чином генерал-майора и шведским орденом Военного Меча, в петлицу; 5, 6 и 7 октября, в генеральном сражении при Лейпциге, где награждён орденом Св. Анны 1 кл. и командорским крестом австрийского ордена Леопольда; затем участвовал в преследовании неприятеля от Лейпцига до г. Касселя и оттуда до г. Бремена, а затем находился в походе на Рейн;
- 1814 год — 12 января, находился в сражении при переправе через р. Рейн у Дюссельдорфа; 2 февраля, при штурме и покорении Суассона; 22 — в сражении при Краоне; 25 и 26 — в сражении при Лаоне, где награждён орденом Прусского Красного Орла;
- 1815 год — находился в заграничном походе.

### Декабрист

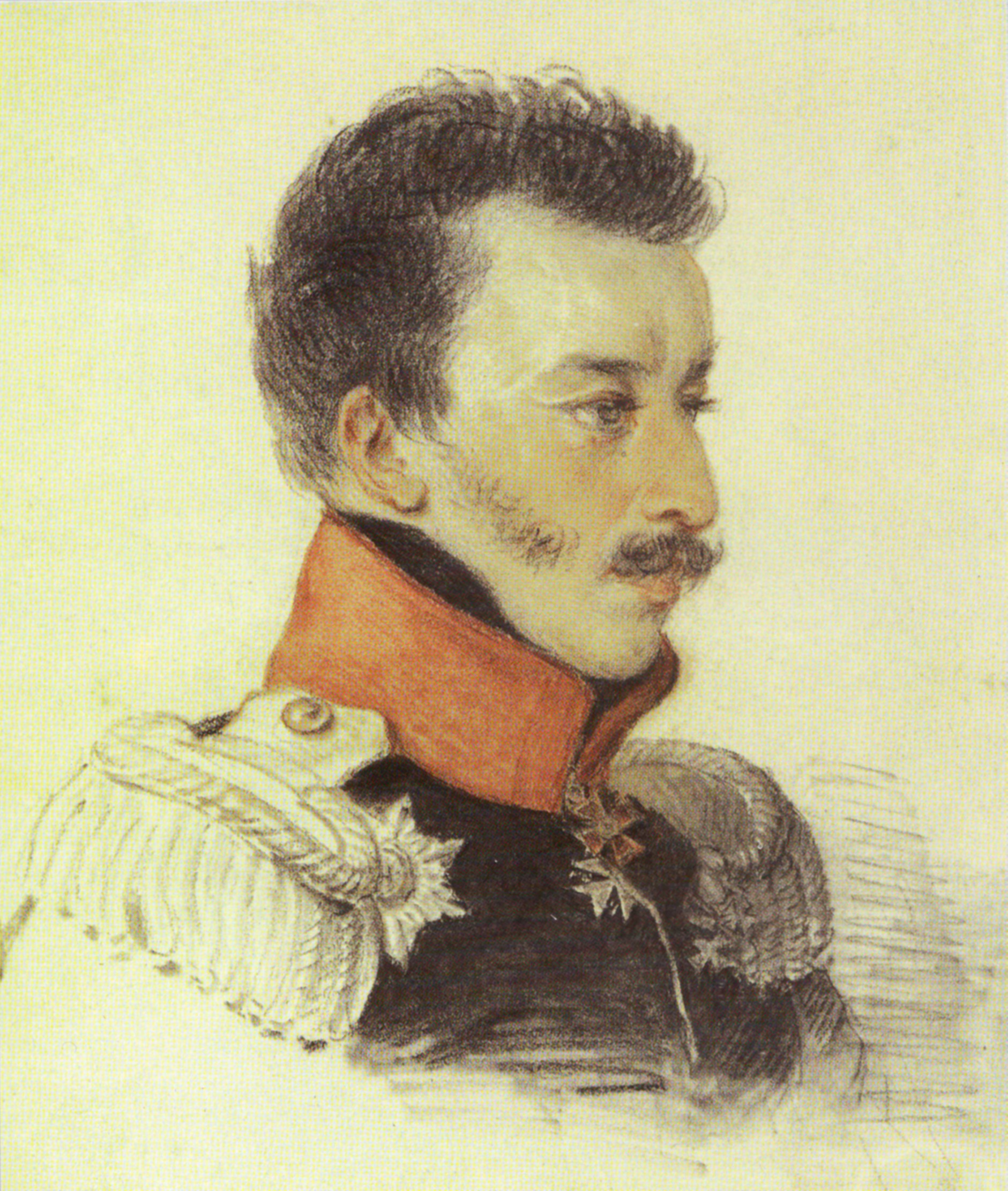
П. Ф. Соколов. Портрет Сергея Волконского

В первой четверти XIX века Волконский занимал особняк на набережной реки Мойки, 12. Единственный генерал действительной службы, принявший непосредственное участие в движении декабристов. В 1819 году вступил в «Союз благоденствия», в 1821 году — в Южное общество. С 1823 года возглавил Каменскую управу этого общества и был активным участником движения декабристов. 5 января 1826 года арестован по делу о восстании Черниговского пехотного полка, привезён в Санкт-Петербург и заключён в Петропавловскую крепость.
Осуждён по 1-му разряду, лишён чинов и дворянства. 10 июня 1826 года приговорён был к «отсечению головы», но по Высочайшей конфирмации от 10 июля 1826 года смертный приговор заменён на 20 лет каторжных работ в Сибири (22 августа 1826 года срок сокращён до 15 лет, в 1832 году — до 10). Портрет Волконского, исполненный с натуры в 1823 году, по приказанию Николая I исключён из числа предназначенных к помещению в Военной галерее Зимнего дворца и только много лет спустя, уже в начале XX века, занял в ней подобающее место.

### Сибирь
Каторгу отбывал на Благодатском руднике, в Читинском остроге, на Петровском Заводе. В 1837 году на поселении в селе Урик под Иркутском. С 1845 года проживал с семьёй в Иркутске. Вот что вспоминал про него Николай Белоголовый: 

Старик Волконский — ему уже тогда было около 60 лет — слыл в Иркутске большим оригиналом. Попав в Сибирь, он как-то резко порвал со своим блестящим и знатным прошедшим, преобразился в хлопотливого и практического хозяина и именно опростился, как это принято называть нынче. С товарищами своими он хотя и был дружен, но в их кругу бывал редко, а больше водил дружбу с крестьянами; летом пропадал по целым дням на работах в поле, а зимой любимым его времяпровождением в городе было посещение базара, где он встречал много приятелей среди подгородних крестьян и любил с ними потолковать по душе о их нуждах и ходе хозяйства. Знавшие его горожане немало шокировались, когда, проходя в воскресенье от обедни по базару видели, как князь, примостившись на облучке мужицкой телеги с наваленными хлебными мешками, ведёт живой разговор с обступившими его мужиками, завтракая тут же вместе с ними краюхой серой пшеничной булки.

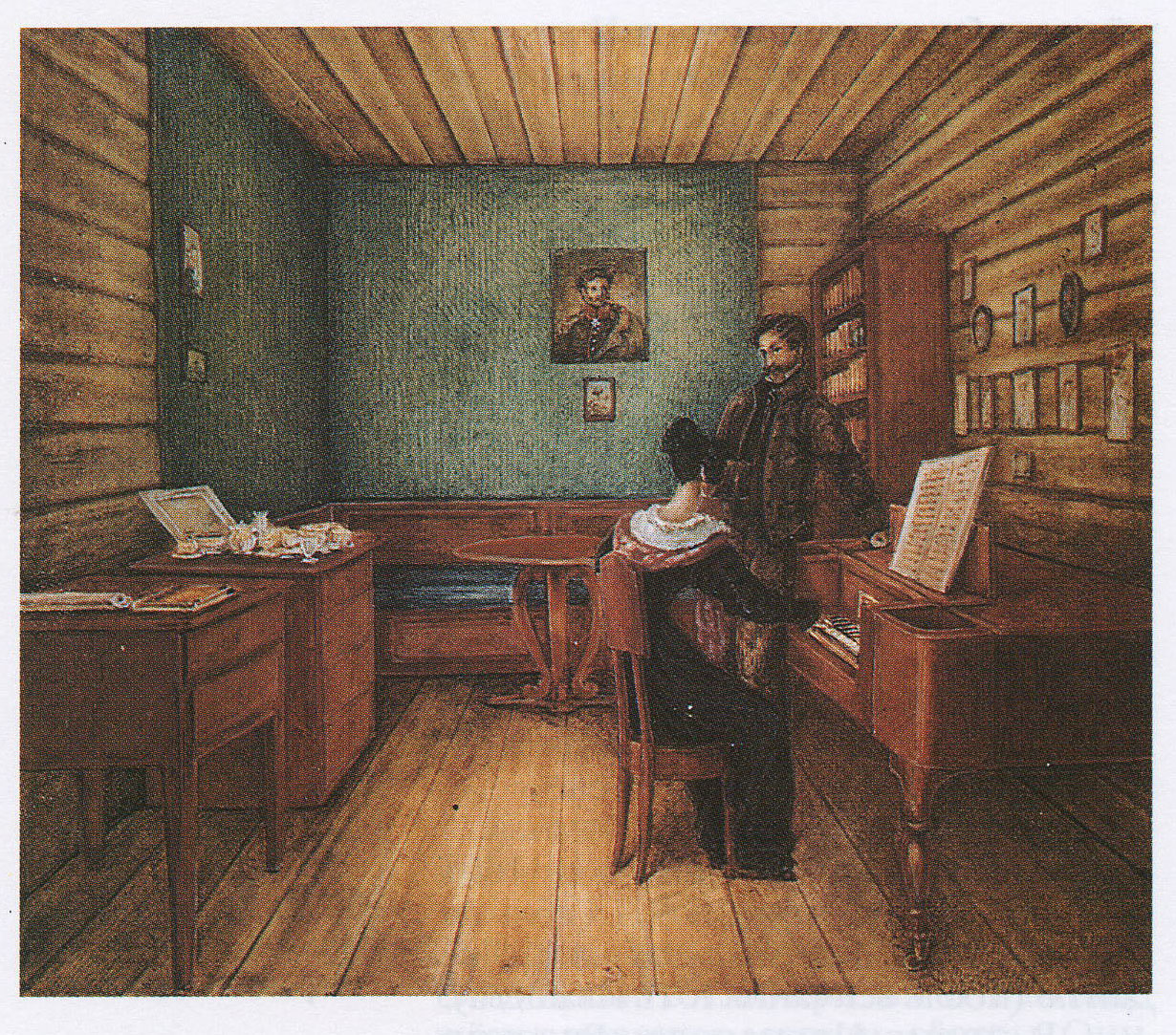
Волконский С. Г. с женой в камере в Петровской тюрьме.
Рисунок Н. А. Бестужева, 1830

В усадьбе декабриста Волконского в Иркутске (переулок Волконского, 10) в 1970 году открыт Иркутский музей декабристов в честь Сергея Григорьевича Волконского.

## Семья

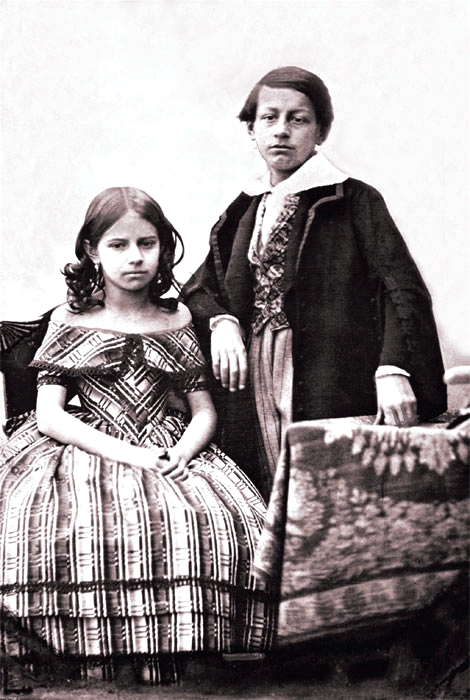
Елена и Миша Волконские. Иркутск. 1845 г.

Женат на Марии Николаевне Раевской — дочери героя 1812 года, генерала от кавалерии Николая Раевского и Софьи Семёновны урождённой Константиновой (внучка М. В. Ломоносова), брак 11 января 1825 г. в Киево-Печерской Преображенской церкви. Жена последовала за ним в Сибирь. Умерла 10 августа 1863 в селе Воронки Козелецкого уезда, похоронена рядом с мужем.
Дети:
- Князь Николай Сергеевич Волконский (1826—1827) — умер в младенчестве.
- Княжна Софья Сергеевна Волконская (родилась и умерла 1 июля 1830).
- Князь Михаил Сергеевич Волконский (1832—1909).
- Княжна Елена Сергеевна Волконская (1835—1916) — в 1-м браке за Дмитрием Васильевичем Молчановым, во 2-м браке за Николаем Аркадьевичем Кочубеем, в 3-м браке за Александром Алексеевичем Рахмановым. В честь Елены Сергеевны Н. Н. Муравьёвым-Амурским в 1855 году названа река Нелли (Японское море, залив Чихачёва)[7].

## После амнистии

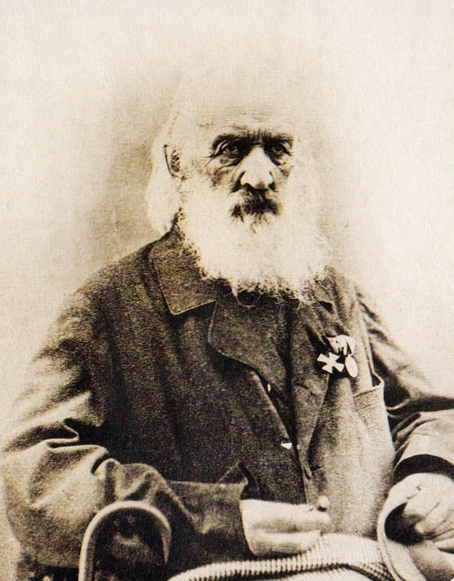
С. Г. Волконский в старости (1864).

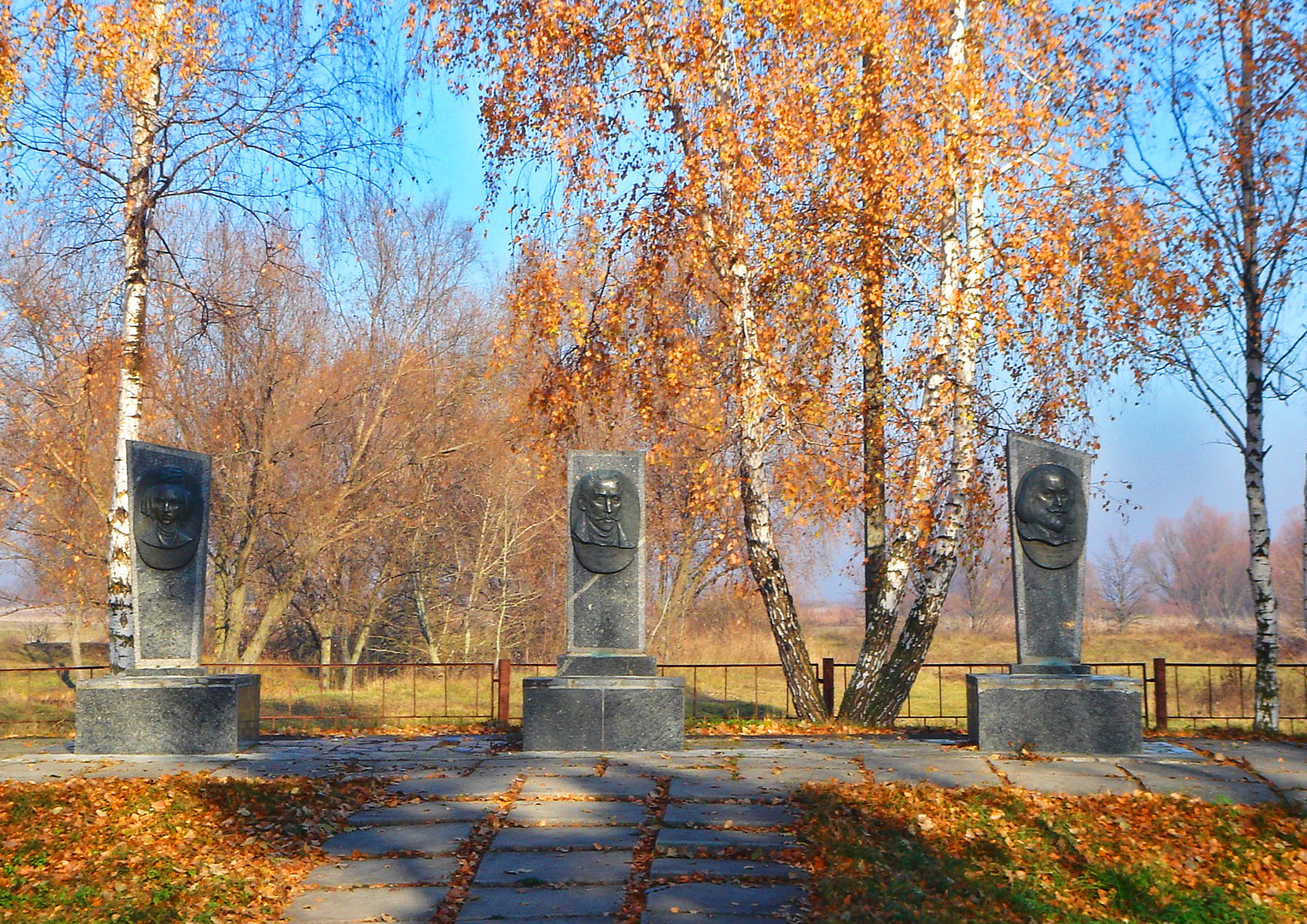
Мемориальный комплекс декабристам в селе Вороньки

По амнистии 26 августа 1856 года Волконскому было разрешено вернуться в Европейскую Россию (без права проживания в столицах). Одновременно было возвращено дворянство, но не княжеский титул. Из наград по особой просьбе ему были возвращены воинский орден Св. Георгия, крест за Прейсиш-Эйлау и памятная медаль 1812 года (этими наградами он дорожил особенно).
Судя по бумагам, Волконские поселились в ближайших окрестностях Москвы — в Петровском-Разумовском и Петровском-Зыкове («дача мещанки Дементьевой»). В действительности супруги жили в Москве у своих родственников — Д. В. Молчанова и А. Н. Раевского. В новый круг общения декабриста входили А. И. Кошелев, А. С. Хомяков, И. С. Аксаков, Т. Г. Шевченко.
Побывав за границей (октябрь 1858), престарелый Волконский обосновался в имении зятя Н. А. Кочубея, малороссийском селе Вороньки, где посвятил себя работе над мемуарами. За границей встречался с новым поколением либералов, включая Герцена и Огарёва. После смерти жены его разбил паралич ног. Похоронен вместе с женой под сельской церковью, которую выстроила над их могилой дочь. Церковь снесена в 1930-е годы, могилы были временно утрачены. Возведён мемориальный комплекс декабристам в селе Вороньки, открыт сельский музей декабристов.

## Образ в кино
- 1975 — «Звезда пленительного счастья», в роли Волконского — Олег Стриженов
- 2007 — «Одна любовь души моей», в роли Волконского — Станислав Любшин